# Тюэй
Тюэ́й (фр. Thueyts, окс. Tuèis) — коммуна во Франции, находится в регионе Рона — Альпы. Департамент коммуны — Ардеш. Административный центр кантона Тюэй. Округ коммуны — Ларжантьер.
Код INSEE коммуны — 07322.
Коммуна расположена приблизительно в 490 км к югу от Парижа, в 130 км южнее Лиона, в 31 км к западу от Прива.

## Население
Население коммуны на 2008 год составляло 1168 человек.
| 1962 | 1968 | 1975 | 1982 | 1990 | 1999 | 2008 |
| ---- | ---- | ---- | ---- | ---- | ---- | ---- |
| 976  | 981  | 1035 | 1013 | 945  | 1004 | 1168 |

## Администрация
| Период | Период | Фамилия        | Партия                    | Профессия |
| ------ | ------ | -------------- | ------------------------- | --------- |
| 1977   | 1995   | Жан Мулен      |                           |           |
| 1995   |        | Даниель Тестон | Союз за народное движение |           |

## Экономика
В 2007 году среди 635 человек в трудоспособном возрасте (15—64 лет) 389 были активными, 246 — неактивными (показатель активности — 61,3 %, в 1999 году было 65,7 %). Из 389 активных работали 310 человек (169 мужчин и 141 женщина), безработных было 79 (34 мужчины и 45 женщин). Среди 246 неактивных 34 человека были учениками или студентами, 111 — пенсионерами, 101 были неактивными по другим причинам.

## Достопримечательности
- Замок Блу[англ.] (XII век)
- Дом «Ардеш прошлого» (XVIII век), в котором представлены более тысячи объектов реконструкции жизни бывших жителей.
- Мост Gueule d'enfer (1762 год)
- Старый Чёртов мост
- Дом Жарде. Исторический памятник с 1988 года[3]

## Фотогалерея
- Тюэй
- Замок Блу
- Чёртов мост
- Карта коммуны